# 20. marts
20. marts er dag 79 i året i den gregorianske kalender (dag 80 i skudår). Der er 286 dage tilbage af året.
20. marts (nogle gange 21. marts) er jævndøgn (forårsjævndøgn på den nordlige halvkugle, og efterårsjævndøgn på den sydlige).
Dagens navn er Gordius.
Forårsjævndøgn (UTC)

### Begivenheder
Født - Dødsfald
- 1345 - Saturn, Jupiter og Mars i konjunktion, hvilket blev tolket som varsel om pest.
- 1800 - Opdagelsesrejsende Alexander von Humboldt fanger en elektrisk ål i en flod i Sydamerika.
- 1800 - Alessandro Volta orienterer Royal Society i London om sin opfindelse af voltasøjlen; en forløber for vore dages elektriske batteri.
- 1815 - Napoleon 1. kommer tilbage til Paris fra  sin forvisning på Elba og indleder sine sidste 100 dage som fransk kejser
- 1848 - På et stort folkemøde på Casino i København besluttes det at gå til kongen og kræve en fri forfatning. Anton Frederik Tscherning foreslår: "Lad os gå hjem og sove på det".
- 1915 - Albert Einstein offentliggør den generelle relativitetsteori.
- 1943 - Montgomerys ottende armé bryder gennem Mareth-linjen i Tunis.
- 1952 - Det amerikanske senat godkender en fredsaftale med Japan.
- 1956 - Ved en erklæring fra den franske regering opnår Tunesien selvstændighed efter at have haft status af fransk protektorat siden 1883.
- 1962 - ESRO, Den Europæiske Rumforskningsorganisation, oprettes
- 1969 - John Lennon gifter sig med Yoko Ono i Gibraltar.
- 1982 - En drengebande stjæler 200.000 DM fra den kommunistiske partisekretær Ingmar Wagners villa i Præstø.
- 1988 - Demonstration på Københavns Rådhusplads, fordi DR har taget Dollars af programmet.
- 1995 - Den religiøse sekt "Aum Shinrikyo" udløser nervegasbomber i Tokyos undergrundsbane. 10 omkommer og mere end 5.000 kommer på hospitalet.
- 1998 - Pia Christmas-Møller erstatter Per Stig Møller som leder af De Konservative.
- 2001 - Afghanistans Taleban-regering lader 2 kulturhistoriske Buddha-statuer sprænge i luften.
- 2002 - Det franske arkitektfirma Atelier Jean Nouvel fra Paris vinder konkurrencen om at bygge DR Byens nye koncertsal i Ørestad.
- 2003 - USA indleder tidligt om morgenen krigen mod Irak.
- 2010 - Ved gletsjeren Eyjafjallajökull på Island er der et Vulkanudbrud. Et følgeudbrud d. 14. april lukker luftrummet over store dele af Europa og medfører store problemer for luftfarten.

### Født
- 43 f.Kr. - Ovid, romersk digter (død 17).
- 1770 - Friedrich Hölderlin, tysk digter (død 1843).
- 1804 - Wilhelm Bendz, dansk guldaldermaler (død 1832).
- 1811 - Napoleon 2., Napoleon Bonapartes søn (død 1832).
- 1828 - Henrik Ibsen, norsk forfatter (død 1906).
- 1882 - René Coty, fransk politiker og præsident (død 1962).
- 1890 - Beniamino Gigli, italiensk tenor (død 1957).
- 1890 - Lauritz Melchior, dansk-amerikansk tenor (død 1973).
- 1894 - Axel Reventlow, dansk direktør (død 1955).
- 1909 - Bjørn Spiro, dansk skuespiller (død 1999).
- 1915 - Rudolf Kirchschläger, østrigsk forbundspræsident (død 2000).
- 1916 - Pierre Messmer, fransk politiker (død 2007).
- 1917 - Vera Lynn, engelsk sangerinde (død 2020).
- 1918 - Marian McPartland, Jazz pianist (død 2013).
- 1920 - Éric Rohmer, fransk filminstruktør (død 2010).
- 1922 - Thøger Birkeland, dansk børnebogsforfatter (død 2011).
- 1924 - Bent Vejlby, dansk skuespiller (død 2020).
- 1939 - Brian Mulroney, canadisk politiker (død 2024).
- 1943 - Lone Kellermann, dansk sangerinde og skuespillerinde (død 2005).
- 1946 - Jens Erik Sørensen, dansk museumsdirektør.
- 1948 - John de Lancie, amerikansk skuespiller.
- 1950 - William Hurt, amerikansk skuespiller (død 2022).
- 1951 - Jimmie Vaughan, amerikansk musiker.
- 1955 - Mariya Takeuchi, japansk sangerinde.
- 1957 - Spike Lee, amerikansk filminstruktør.
- 1958 - Holly Hunter, amerikansk skuespillerinde.
- 1958 - Phil Anderson, australsk cykelrytter.
- 1961 - Jesper Olsen, dansk tidligere fodboldspiller.
- 1963 - David Thewlis, engelsk skuespiller.
- 1966 - Tom Behnke, dansk politiassistent og folketingsmedlem.
- 1969 - Claus Elming, dansk tv-vært.
- 1969 - Yvette Cooper, britisk politiker.
- 1975 - Isolde Kostner, italiensk skiløber.
- 1976 - Chester Bennington, forsanger i amerikanske Linkin Park (død 2017)
- 1983 - Paweł Rańda, polsk letvægtsroer
- 1983 - Thomas Kahlenberg, dansk fodboldspiller.
- 1984 - Fernando Torres, spansk fodboldspiller.
- 1984 - Lise Baastrup, dansk skuespillerinde.
- 2003 - Cooper Hoffman, amerikansk skuespiller.

### Dødsfald
- 1413 - Henrik 4., engelsk konge (født 1367).
- 1619 - Matthias, tysk-romersk kejser (født 1557).
- 1727 - Isaac Newton, engelsk videnskabsmand (født 1642).
- 1874 - H.C. Lumbye, dansk komponist (født 1810).
- 1926 - Enkedronning Louise, dansk dronning til Frederik 8. (født 1851).
- 1942 - Aksel Agerby, dansk organist, komponist og musikadministrator (født 1889).
- 1968 - Carl Th. Dreyer, dansk filminstruktør (født 1889).
- 1988 - Gil Evans, canadisk orkesterleder, komponist og arrangør (født 1912).
- 1989 - Ole Ejnar Bonding, dansk arkitekt (født 1910).
- 1990 - Lev Yashin, sovjetisk fodboldspiller (født 1929).
- 2004 - Juliane, nederlandsk regerende dronning (født 1909).
- 2016 - Anker Jørgensen, dansk politiker og tidligere statsminister (født 1922).
- 2017 - David Rockefeller, er en amerikansk bankmand (født 1915).
- 2020 - Kenny Rogers, amerikansk sanger (født 1938).
- 2021 - Else Hammerich, EU-parlamentariker (født 1936).

|  | Denne datoartikel kan blive bedre, hvis der indsættes et (bedre) billede Du kan hjælpe ved at afsøge Wikimedia Commons for et passende billede eller uploade et godt billede til Wikimedia Commons iht. de tilladte licenser og indsætte det i artiklen. |